# Jan Kinder
Jan Runar Kinder (ur. 26 maja 1944 w Oslo, zm. 25 maja 2013 tamże) – norweski hokeista.
Rozegrał 36 spotkań w reprezentacji Norwegii, w tym 5 na igrzyskach olimpijskich w 1972. W 1974 został nagrodzony Gullpucken. Był zawodnikiem klubu Hasle-Løren Idrettslag.
Zmarł nagle 25 maja 2013 w Oslo. Został pochowany 30 maja 2013 w stolicy Norwegii.